# Domorodá náboženství Spojených států amerických
Domorodá náboženství Spojených států amerických jsou souhrnný termín pro tradiční náboženství domorodých obyvatel USA, která se však vyznačují velkou rozmanitostí a zahrnují celou řadu výrazně odlišných náboženských tradic. Mezi tato náboženství zpravidla nejsou řazena domorodá náboženství Inuitů, Jupiků, Aleutů, Havajců a Čamorů.
Ačkoliv jsou tato náboženství často chápána jako „primitivní“ vyznačují se bohatstvím mýtů, náboženských úvah, rituálů a zaobírají se otázkami vzniku a povahy světa, člověka a posmrtným životem.

## Vývoj
Předkové domorodých Američanů patřili pravděpodobně k cirkumpolárním kulturám obývajícím Arktidu a území okolo polárního kruhu a sdíleli náboženské rysy s dalšími národy této kultury: například se Sámy, Samojedy, Čukči nebo Inuity. Lze tedy předpokládat že znaly lovecká tabu a obřady na uctění zabitého zvířete, víru v duchy a šamanismus. Zatímco u některých domorodých kmenů došlo k zachování těchto rysů, jiné, které přijali zemědělský způsob života, vytvořily odlišné náboženské formy.
Åke Hultkrantz z těchto důvodů mluví o dvou základních, „ideálních“ modelech náboženství severoamerických domorodců:
- Lovecký model klade důraz na obřady spojené s loveckými a zvířecími kulty, hledání duchovní síly a šamanismem a zahrnuje víru v nejvyšší bytost (Manitou, Wakan Tanka), každoroční obřady kosmického omlazení a víru v posmrtný život na horizontem nebo na nebi. Typickým příkladem je náboženství Šošonů.
- Zemědělský model klade důraz na obřady vzývající déšť a plodnost, kult je prováděn kněžími a je uctíván panteon bohů a bohyň. Zemědělské obřady jsou prováděny po celý rok, existují stálé svatyně a chrámy a společenství kouzelníků-léčitelů, posmrtný život probíhá v podsvětí či v oblacích. Typickým příkladem je náboženství Zunijů.

Po příchodu Evropanů mnoha hnutí která reagovala na nově vzniklé podmínky, například milenialistický Ghost Dance „tanec duchů“, Gaihwi:io „dobrá zpráva“ synkretizující irokézské náboženství a křesťanství nebo The Native American Church „Domorodá americká církev“ kladoucí důraz na užívání psychoaktivního peyotlu.
Roku 2022 přinesl Náboženský infoservis informaci, že domorodí Američané plánují Summit o posvátných místech. Na něm by se mělo diskutovat o ochraně náboženských území důležitých pro původní obyvatele.